# Mark Milley
Mark Alexander Milley (ur. 18 czerwca 1958 w Winchesterze) – amerykański wojskowy w stopniu generała, od 2015 do 2019 szef sztabu United States Army, od 2019 do 2023 przewodniczący Kolegium Połączonych Szefów Sztabów.

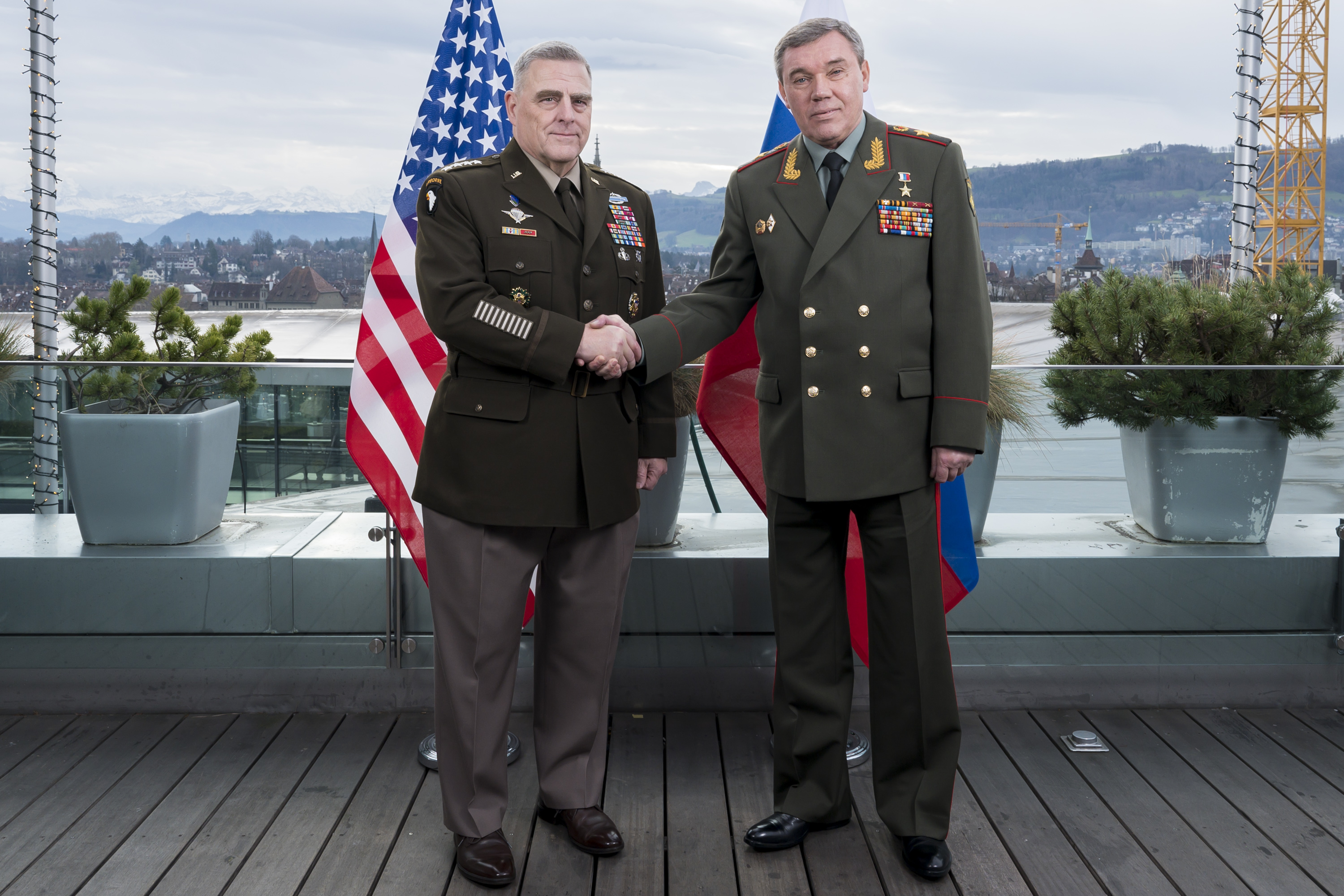
Generałowie Mark Milley i Walerij Gierasimow podczas spotkania w Bernie

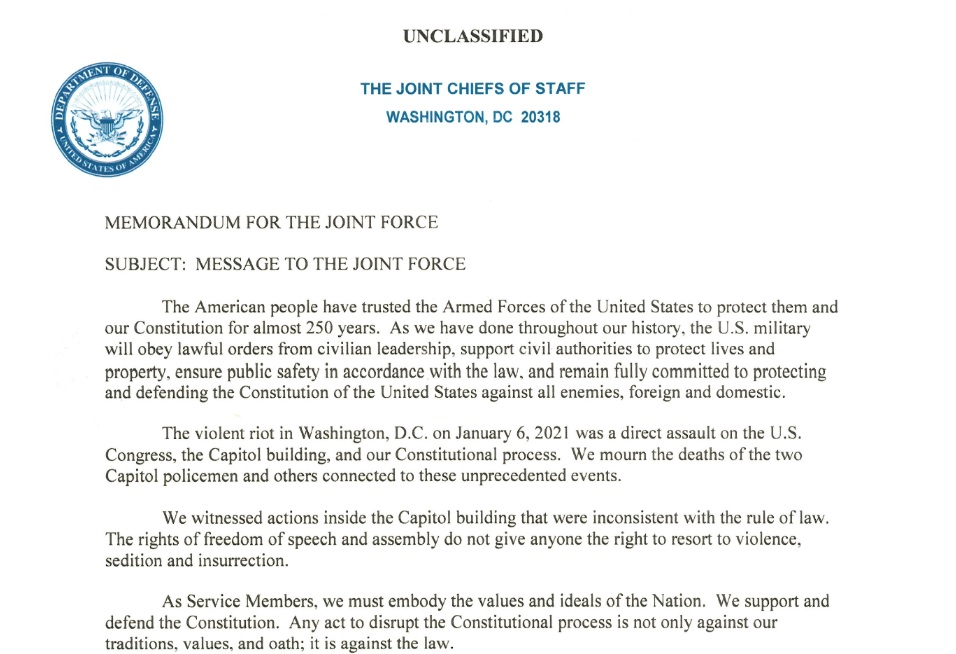
Memorandum potępiające atak na Kapitol, podpisane przez Milleya i innych członów Kolegium Połączonych Szefów Sztabów

## Życiorys
Podchodzi z Massachusetts. W 1980 uzyskał bakalaureat z politologii na Uniwersytecie Princeton. Na Uniwersytecie Columbia zdobył tytuł Master of Arts z dziedziny stosunków międzynarodowych. Ukończył również Naval War College, gdzie studiował bezpieczeństwo narodowe.
Służył m.in. w 82. Dywizji Powietrznodesantowej, 7. Dywizji Piechoty, 2. Dywizji Piechoty i 25. Dywizji Piechoty. Od 2012 do 2014 był dowódcą III Korpusu. Następnie przejął obowiązki dowódcy United States Army Forces Command. 14 sierpnia 2015 otrzymał stanowisko szefa sztabu United States Army.
Dowodził operacją NATO ISAF w Afganistanie Był na misjach w Iraku, Bośni, na Haiti i w Panamie.
8 grudnia 2018 Donald Trump oficjalnie ogłosił, że nominuje Marka Milleya na stanowisko przewodniczącego Kolegium Połączonych Szefów Sztabów. Po otrzymaniu potwierdzenia od Senatu Stanów Zjednoczonych, 30 września 2019 został zaprzysiężony na nowy urząd.
18 grudnia 2019 spotkał się w Bernie z Walerijem Gierasimowem, szefem sztabu generalnego Sił Zbrojnych Federacji Rosyjskiej.
W lipcu 2020, on i sekretarz obrony Stanów Zjednoczonych Mark Esper, składali przed Kongresem Stanów Zjednoczonych zeznania w sprawie użycia Gwardii Narodowej podczas protestów po śmierci George'a Floyda. 12 stycznia 2021, Milley i Kolegium Połączonych Szefów Sztabów, wspólnie wydali oświadczenie potępiające atak na Kapitol Stanów Zjednoczonych. 
We wrześniu 2021 stwierdził, że sposób zakończenia wojny w Afganistanie przez USA był "strategiczną porażką". Uważał, że amerykańska armia powinna pozostać w Afganistanie, ale zaakceptował decyzję o jej wycofaniu. W jego opinii ta wojna została przegrana nie z powodu ostatnich działań amerykańskich, a z powodu serii błędnych decyzji podjętych przez całe 20 lat jej trwania. 
Wraz z sekretarzem obrony USA Lloydem Austinem aktywnie brał udział w Grupie Kontaktowej ds. Obrony Ukrainy, która koordynowała przekazywanie pomocy Ukrainie przez państwa sojusznicze. W listopadzie 2022 stwierdził, że żadna ze stron konfliktu w Ukrainie nie może osiągnąć zwycięstwa militarnego, widział szansę na negocjacje. 
W 2023 przeszedł na emeryturę, nowym przewodniczącym Kolegium Połączonych Szefów Sztabów został Charles Q. Brown Jr..

## Życie prywatne
Żonaty, ma dwójkę dzieci.
Od dzieciństwa uprawiał hokej. 

## Ordery i odznaczenia
Za swą służbę otrzymał odznaczenia:
- Combat Infantryman Badge
- Medal Departamentu Obrony za Wybitną Służbę
- Medal Sił Lądowych za Wybitną Służbę
- Medal Departamentu Obrony za Wzorową Służbę
- Legia Zasługi
- Brązowa Gwiazda
- Medal za Chwalebną Służbę
- Army Commendation Medal
- Medal za Osiągnięcie
- National Defense Service Medal
- Medal Ekspedycji Sił Zbrojnych
- Afghanistan Campaign Medal
- Iraq Campaign Medal
- Global War on Terrorism Expeditionary Medal
- Global War on Terrorism Service Medal
- Korea Defense Service Medal
- Medal za Służbę Humanitarną
- Army Service Ribbon
- Army Overseas Service Ribbon
- NATO Medal for service with ISAF
- Multinational Force and Observers Medal
- Special Forces Tab
- Ranger Tab
- Master Parachutist Badge
- Special Operations Diver Badge
- Joint Chiefs of Staff Identification Badge
- United States Army Staff Identification Badge
- Overseas Service Bar
- Expert Infantryman Badge
- Komandor Orderu Narodowego Zasługi (Francja, 2018)[23]
- Order Księcia Jarosława Mądrego II klasy (2022)[24]